# 글리제 687

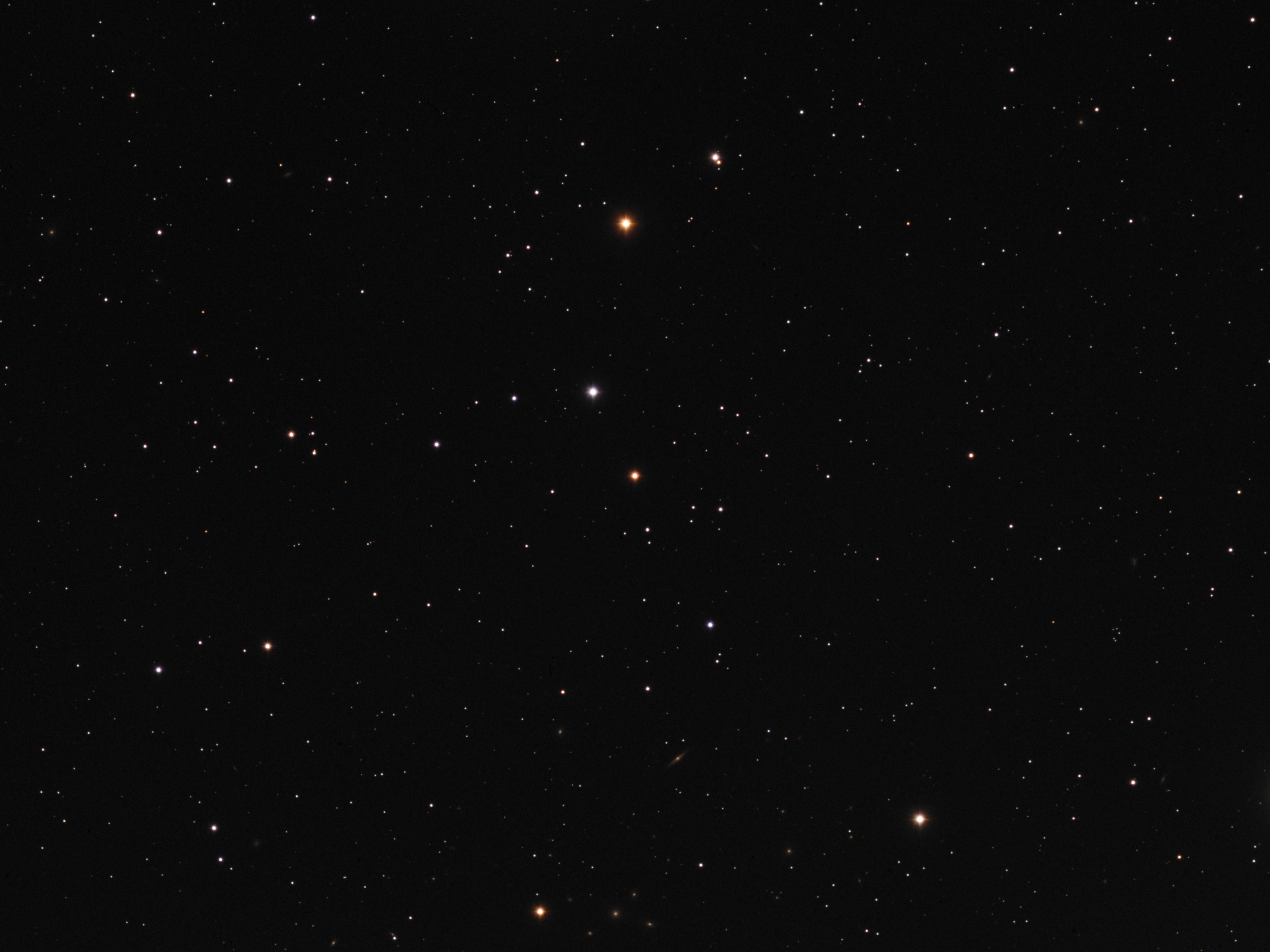

Gl 687은 용자리에 있는 적색 왜성이다. 이 별은 태양에서 약 15광년 떨어져 있으며, 연간 1.304초각의 고유 운동량을 보인다. 시선 속도는 초당 39 킬로미터에 이른다. Gl 687은 근접쌍성계로 추측되고 있다.

## 같이 보기
- 가까운 별 목록